# Morpho breyeri
Morpho breyeri är en fjärilsart som beskrevs av Orfila 1963. Morpho breyeri ingår i släktet Morpho och familjen praktfjärilar. Inga underarter finns listade i Catalogue of Life.